# Askim
Askim é uma comuna da Noruega, com 68 km² de área e 13 986 habitantes (censo de 2004).